# Geschiedenis van Zuid-Holland
De geschiedenis van Zuid-Holland gaat over de geschiedenis van het graafschap en gewest Holland en hoe de moderne Nederlandse provincie Zuid-Holland hieruit is ontstaan en de geschiedenis van deze moderne provincie.

## Graafschap Holland
Holland begon als graafschap in 1076, gesticht door graaf Dirk V. Holland heeft een zeer lange tijd een personele unie gevormd met de graafschappen Henegouwen en Zeeland, vanaf Jan II van Holland in 1299. In dat jaar werd de naam ook omgedoopt in Holland en West-Friesland, dit omdat de Hollanders de West-Friezen wel hadden onderworpen maar men, om de Friestalige bevolking van dit gebied niet al te veel te prikkelen, hiermee het afzonderlijke karakter van dit gebied wilde onderstrepen.
Het graafschap Holland en West-Friesland was een graafschap van het Heilige Roomse Rijk. Het grondgebied omvatte ongeveer het grondgebied van de huidige provincies Noord- en Zuid-Holland. In 1346 kwam Holland onder het huis van Beieren, totdat Jacoba van Beieren in 1428 bij de Zoen van Delft werd gedwongen het af te staan aan de Bourgondiërs. Onder keizer Karel V maakte Holland deel uit van de Zeventien Provinciën.

## Gewest Holland
Tijdens de Tachtigjarige Oorlog speelde de provincie Holland en West-Friesland een belangrijke rol in het verzet tegen de Spanjaarden. Na de Unie van Utrecht in 1579 werd het deel van de Republiek der Zeven Verenigde Nederlanden en werd Holland daarvan het leidende gewest, de provincie was verdeeld in gewest Holland en gewest West-Friesland.

## Franse tijd
In 1798, na de vorming van de Bataafse Republiek, werd Holland op een andere manier verdeeld en wel over de departementen van Texel (van Vlie tot Rijn), van de Amstel (omgeving Amsterdam), van de Delf (Holland ten zuiden van de Rijn, zonder de eilanden) en van Schelde en Maas (Hollandse en Zeeuwse eilanden), terwijl het zuidoosten bij het departement van de Rijn werd gevoegd. In 1801 werd bij de vorming van het Bataafs Gemenebest de gewestelijke structuur van vóór 1795 weer grotendeels hersteld en zo ontstond het departement Holland. In 1807, het Bataafs Gemenebest was inmiddels omgevormd tot koninkrijk Holland, werd Holland weer anders opgedeeld, namelijk in de departementen Departement Amstelland en Maasland. In 1810, na annexatie van het koninkrijk Holland door het Eerste Franse Keizerrijk, werd praktisch het gehele gebied van de tegenwoordige provincie Zuid-Holland toegedeeld aan het nieuwe departement Monden van de Maas. In 1814 kwam daar een eind aan.

## Koninkrijk der Nederlanden
In 1815 werd Holland weer samen met West-Friesland een provincie in het Koninkrijk der Nederlanden. Om de dominantie van het gewest Holland te verminderen werd de provincie in 1840, bij de grondwetsherziening na de afscheiding van België, gesplitst in de provincies Noord-Holland en Zuid-Holland. In de jaren daarna werd nog regelmatig met de grens geschoven om gebieden uit te wisselen tussen de twee provincies en ook met de andere aanliggende provincies.
De geschiedenis van Zuid-Holland is het onderwerp van de Canon van Zuid-Holland, in 2011 uitgegeven door Erfgoedhuis Zuid-Holland. Op de website geschiedenisvanzuidholland.nl belicht het Erfgoedhuis de geschiedenis van de provincie door middel van verhalen, thema's en activiteiten.

## Kaarten

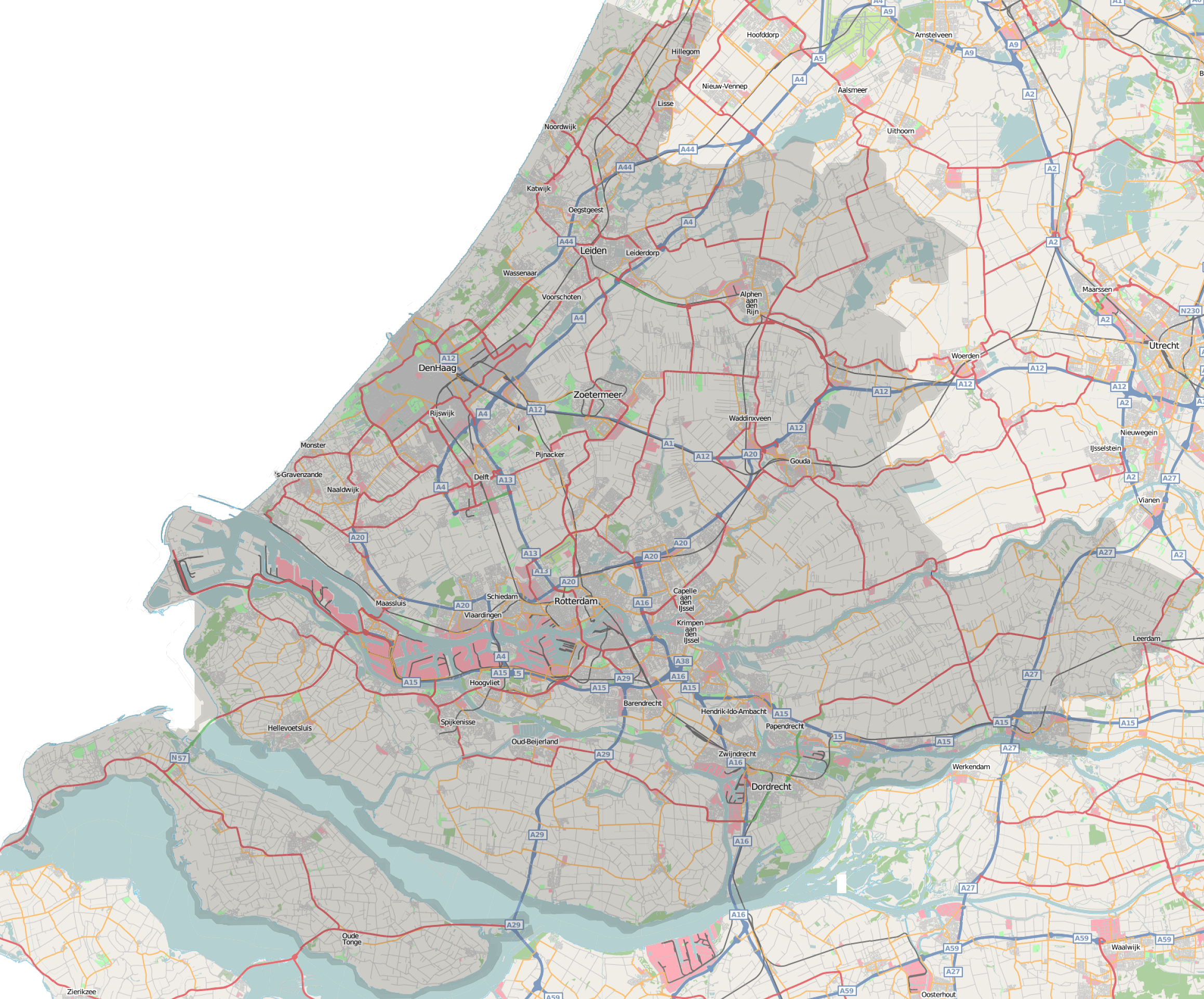
Overzichtskaart Overview Bron/Source: Open Street Map
Kaart van Zuid-Holland uit de beste bronnen op nieuw zamengesteld . Opgedragen aan de Ambachtsheeren en Burgemeesteren der steden en gemeenten dier provincie, door den uitgever H. Lagerweij te Dordrecht. 1848.